# Senorady (tvrz)
Tvrz Senorady byla tvrz v Senoradech, její tvrziště se nachází na ostrožně nad Ketkovickým potokem na severozápadním okraji obce. Někdy je nazývána i jako Šance.

## Popis
Tvrziště je složeno ze dvou pahorků, menší je kruhový o průměru 15 metrů, větší je oválného tvaru o rozměrech 28 × 14 metrů a je oproti okolí vyvýšen. Oba pahorky jsou obklopeny 4–9 metrů širokým příkopem a valem. Přístup na tvrziště je nejsnazší z východní strany, z ostatních stran je přístup velmi strmý. Vzdálenost mezi oběma pahorky je asi 23 metrů. Objekty tvrze byly umístěny na obou pahorcích, budovy byly pravděpodobně dřevěné.

## Historie
První písemná zmínka o obci Senorady pochází z roku 1349, první písemné zmínky o tvrzi pochází z roku 1398, kdy se o majetek v Senoradech přeli Jindřich III. z Lipé a Jan Ptáček z Pirkštejna. Tvrz však pravděpodobně vznikla již v první polovině 13. století. V roce 1415 pak vesnici s tvrzí prodal Jan Ptáček Hanušovi z Lipé, tím se stala součástí Templštejnského panství. Někdy po této transakci zanikla a uvádí se jako pustá, posléze se stala součástí panství Moravský Krumlov.
Od 40. let 20. století probíhal v oblasti tvrziště archeologický průzkum, v roce 1947 byla v oblasti tvrziště nalezena mince z doby Ondřeje II.